# Trece
El trece (13 en sistema de numeración decimal), del latín tredĕcim, es la yuxtaposición de 1 y 3. Es un número natural que sucede al 12 y precede al 14.

## Matemática
- 6.º número primo, después del once y antes del diecisiete.
- Es un primo permutable con 31 (ya que al cambiar la posición de los números se obtiene otro número primo).
- 13 es la suma de dos primos. 13 = 2 + 11.[2]
- 13 = 3+3+7 = 5+5+3 impar como suma de tres primos[3]
- El 13 es número primo primo del 17.
- Es un primo gemelo del 11.
- El 13 es el séptimo término de la sucesión de Fibonacci, después del ocho y antes del veintiuno.
- El 13 es el segundo número feliz de dos cifras siendo a su vez un primo feliz.
- Es un número idóneo.[4]
- Su sumatorio  (1+2+3+4+5+6+7+8+9+10+11+12+13=91) es 91, que es 13 x 7 o 13 semanas, duración de una estación.
- En una sucesión de 13 elementos, el término central es el 7. º, si se subindiza empezando con 1. Sin embargo, al subindizar desde el 0, el término central es el término 6.º.[5]
- Si consideramos la sucesión de los cinco primeros números primos 2, 3, 5, 7 y 11. 13 es la suma de los extremos 11 y 2, y suma de los intermedios 3, 5 y 7 menos el primero 2.[6]
- 13 es un número primo pitagórico. Pues 13 = {\displaystyle \scriptstyle 2^{2}} + {\displaystyle \scriptstyle 3^{2}}. Además, divide a la suma de dos cuadrados 8²+1².[7]
- 13 mide la hipotenusa de un triángulo rectángulo de catetos 5 y 12
- Forma un par de números primos sexys junto con 19.
- Hay 13 sólidos de Arquímedes.
- Forma parte de la terna pitagórica (5, 12, 13).
- Un toro estándar se puede cortar en 13 piezas con solo 3 cortes planos.
- En geometría, un tridecágono es un polígono de 13 lados y 13 vértices

## Ciencia
- Número atómico del aluminio.
- El Objeto Messier 13 es el cúmulo de Hércules (también conocido como Gran Cúmulo de Hércules, Messier 13, M13 o NGC 6205 y de manera informal como el Gran Racimo).

## Religión

### Catolicismo
- Las apariciones de la Virgen de Fátima en 1917 se declararon en ocurrir en el día 13 de seis meses consecutivos.
- En la práctica devocional católica, el número trece también se asocia a san Antonio de Padua, ya que su fiesta cae el 13 de junio. Una devoción tradicional llamado Trece martes de San Antonio implica orar por el santo todos los martes durante un período de trece semanas.

### Judaísmo
- En el judaísmo, el 13 significa la edad en que un niño madura y se convierte en un Bar Mitzvah, es decir, un miembro de pleno derecho de la fe judía (cuenta como un miembro de Minyan).
- El número de los principios de la fe judía según Maimónides.
- De acuerdo con el comentario rabínico sobre la Torá, Dios tiene 13 Atributos de Misericordia.
- El número de círculos o «nodos», que conforman el Cubo de Metatrón en las enseñanzas Cabalísticas.

### Zoroastrismo
El número 13 se había considerado siniestro y malvado en la antigua civilización persa y el zoroastrismo. Desde principios de la tradición Nourooz, el día 13 de cada nuevo año iraní se llama Sizdah Sea-dar, y esta tradición sigue viva entre los iraníes, tanto dentro de Irán y en el extranjero. Se considera un día en que el poder del mal podría causar dificultades para la gente. Por lo tanto, la gente deja las zonas urbanas durante un día y hace campamento en el campo.

### Islam
En el islam chiita 13 significa el día 13 del mes de Rajab (calendario lunar), que es el nacimiento de Imam Ali. 13 también es un total de 1 Profeta y 12 imanes en la escuela chiita del pensamiento.

### Cultura maya
En las culturas mayas, el 13 pertenecía a los números sagrados, ya que en sus calendarios se basaban en las 13 lunas del año.

## Superstición acerca del número 13
La triscaidecafobia (del griego τρεισκαιδέκα, treiskaideka, ‘trece’, derivado de τρεῖς, treîs, ‘tres’; καὶ, kai, ‘y’; δέκα, deka, ‘diez’; junto con φοβία, fobía, de φόβος, fobos, ‘miedo’) es el miedo irracional al número 13. Se considera normalmente una superstición. La fobia específica al viernes 13 se llama friggatriscaidecafobia (de la diosa vikinga Frigg de donde procede la palabra Friday, viernes en inglés).
Algunas comunidades cristianas se considera un número de buena suerte. Algunas celebraciones católicas se festejan el día 13.